# Аверьянов, Евгений Геннадьевич
Евге́ний Генна́дьевич Аверья́нов (род. 31 марта 1979, Каменск-Уральский, РСФСР, СССР) — российский футболист, защитник; тренер.

## Биография
Футболом начал заниматься в 8 лет. Первая команда — «Трубник» из Каменска-Уральского. Первый тренер — Иван Николаевич Мухамедзянов. Практически всю свою карьеру посвятил футбольному клубу «Урал» (Екатеринбург), проведя в его составе 11 сезонов. Является рекордсменом по количеству игр в новейшей истории клуба, значительно опережая всех остальных. Свою 300-ю игру в составе «Урала»/«Уралмаша» Аверьянов провёл против ростовского СКА 17 июня 2008 года. Сезон-2008 стал последним для Аверьянова — после травмы и тяжёлой операции на мениске он принял решение завершить футбольную карьеру.
С 2009 года — в тренерском штабе «Урала». 8 августа 2022 года был назначен исполняющим обязанности главного тренера после отставки Игоря Шалимова, отработал один матч — против «Факела» (0:0) — до назначения Виктора Гончаренко. 30 мая 2024 года был вновь назначен исполняющим обязанности главного тренера: Гончаренко покинул пост после поражения «Урала» в первом стыковом матче с командой первой лиги «Акрон» (0:2). По итогам ответного матча «Урал» покинул Премьер-лигу. 11 июня 2024 года «Урал» объявил об утверждении Аверьянова главным тренером клуба. 6 ноября 2024 года был отправлен в отставку. В 2025 году стал тренировать медиафутбольную команду «СиндЕкат».

## Статистика
| Сезон | Див.  | Клуб                        | Матчи | Голы |
| ----- | ----- | --------------------------- | ----- | ---- |
| 1996  | Г     | Трубник (Каменск-Уральский) | 18    | 2    |
| 1997  | Г     | Трубник (Каменск-Уральский) | 16    | 1    |
| 1998  | В     | Уралмаш                     | 18    | 1    |
| 1999  | В     | Уралмаш                     | 28    | 5    |
| 2000  | В     | Уралмаш                     | 28    | 4    |
| 2001  | В     | Уралмаш                     | 23    | 2    |
| 2002  | В     | Уралмаш                     | 18    | 1    |
| 2003  | Б     | Урал                        | 35    | 3    |
| 2004  | В     | Урал                        | 27    | 2    |
| 2005  | Б     | Урал                        | 40    | 5    |
| 2006  | Б     | Урал                        | 29    | 2    |
| 2007  | Б     | Урал                        | 19    | 0    |
| 2008  | Б     | Урал                        | 25    | 1    |
| Всего | Всего | Всего                       | 324   | 29   |